# Enfant Perdu de l'Île Verte
L'Enfant Perdu de l'Île Verte est un îlot français côtier inhabité situé dans le nord-ouest l'océan Atlantique, entre l'archipel français de Saint-Pierre-et-Miquelon et l'île canadienne de Terre-Neuve.

## Géographie
Il se trouve juste au sud-est des îlots de l'Île Verte et au sud de l'île Verte, terres canadiennes dont la souveraineté a longtemps été incertaine entre le Canada et la France. 
Depuis 1972, la position de ce rocher fait de l'Enfant Perdu de l'Île Verte la terre la plus orientale de Saint-Pierre-et-Miquelon dont la souveraineté n'est pas contestée : en effet, l’îlot se situe à la limite des eaux territoriales canadiennes et la délimitation frontalière avec la France passe à son extrémité sud-ouest à basse mer.